# Kempnyia reticulata
Kempnyia reticulata är en bäcksländeart som först beskrevs av František Klapálek 1916.  Kempnyia reticulata ingår i släktet Kempnyia och familjen jättebäcksländor. Inga underarter finns listade i Catalogue of Life.